# Peter Clemenza
Peter Clemenza er en fiktiv karakter, der optrådte første gang i Mario Puzos roman The Godfather fra 1969. Han bliver spillet af den Academy Award-nominerede Richard Castellano i Francis Ford Coppolas filmatisering fra 1972 og af Bruno Kirby (som ung mand) i The Godfather Part II (1974).